# Pleurostelma schimperi
Pleurostelma schimperi är en oleanderväxtart som först beskrevs av Wilhelm Vatke, och fick sitt nu gällande namn av S. Liede. Pleurostelma schimperi ingår i släktet Pleurostelma och familjen oleanderväxter. Inga underarter finns listade i Catalogue of Life.